# Fromentières (Mayenne)
Fromentières – miejscowość i gmina we Francji, w regionie Kraj Loary, w departamencie Mayenne.
Według danych na rok 2010 gminę zamieszkiwało 811 osób, a gęstość zaludnienia wynosiła 36 osób/km².